# Skałka (Jaworzno)
Osiedle Skałka w Jaworznie – osiedle mieszkaniowe położone w dzielnicy Śródmieście Jaworzna.
Osiedle składa się z 8 bloków i domów prywatnych. Nazwa osiedla wywodzi się od terenów, na których znajdują się rozległe wapienne skały. Skałka od północy wschodu i południa otoczona jest łąkami natomiast od zachodu domami potocznie zwanymi domkami fińskimi. Na terenie łąk powyżej zabudowań blokowych znajduje się wzniesienie tzw. Równa Górka, na której szczycie znajduje się historyczny krzyż. Jest to miejsce odbywających się mszy a w szczególności święcenia pokarmów wielkanocnych (parafia Jaworzno-Bory). Krzyż upamiętnia zasypanych górników. Za terenem równinnym osiedla rozpościera się góra o nazwie Grodzisko.
Osiedle Skałka graniczy z dzielnicami: Bory, Jeziorki i Centrum. Początkowo budowano tu bloki z przeznaczeniem na hotele robotnicze, w których mieszkali górnicy pracujący m.in. w pobliskiej kopalni Jaworzno szyb "Bierut" (obecna nazwa – "Piłsudski"). Z biegiem czasu hotele przekształcono w bloki mieszkalne. W pobliżu Skałki znajdują się również: Stadion Miejski – Victoria, straż pożarna, Centrum Zarządzania Kryzysowego, zajezdnia autobusowa PKM. 
Ulice w dzielnicy Skałka: Insurekcji Kościuszkowskiej, Hugona Kołłątaja, 1 Maja, Rodziewiczówny. Wzdłuż ulicy Kołłątaja – biegnie nowa ścieżka rowerowa.